# Torneo Finalización 2014 (Colombia)
El Torneo Finalización 2014 fue la octogésima (80.a) edición de la Categoría Primera A de fútbol profesional colombiano, siendo el segundo torneo de la temporada 2014. Comenzó a disputarse el 18 de julio y finalizó el 21 de diciembre de 2014. Santa Fe se proclamó campeón por 8 vez en su historia.
La final se jugó entre  Santa Fe e Independiente Medellín, con resultados 2-1 en el Estadio Atanasio Girardot, y 1-1 en Estadio Nemesio Camacho El Campín.
Este torneo fue el último en jugarse con un total de 18 equipos; se eliminó para la temporada siguiente el sistema de los cuadrangulares semifinales, una característica de la Categoría Primera A durante 2002 exactamente trece años para un total de veintiséis (26) campeonatos.

## Sistema de juego
En el torneo Finalización, se disputó en tres fases para definir al campeón del certamen. En la fase inicial jugaron los equipos 18 jornadas todos contra todos (17 fechas y una fecha de clásicos). Los ocho primeros clasificados avanzaron a la siguiente instancia; estos jugaron los cuadrangulares semifinales, donde los ocho equipos clasificados se dividieron en dos grupos de cuatro equipos cada uno, y se jugaron partidos con el Sistema de todos contra todos, dando como resultado seis jornadas. Al terminar la fase, clasificó a la final los equipos mejor posicionados en su respectivo grupo que se determinan mediante un sorteo, siendo cabeza de series los dos primeros para los grupos A y B, y los seis equipos restantes a través del sorteo.
Por último, se jugó la final del torneo (en partido de ida y vuelta). El campeón del torneo, clasificó a la «Superliga 2015» y a la «Copa Libertadores».
Al finalizar este torneo, se definieron los cupos a copas internacionales del año 2015, mediante la Tabla de Reclasificación; y al mismo tiempo, los equipos que descenderán a la Categoría Primera B.

## Equipos participantes

### Datos de los clubes
- En el Torneo Apertura 2014 Águilas Doradas jugó en Itagüí[2]  y era conocido como Itagüí Ditaires, a partir del segundo semestre de 2014 el equipo se trasladó a Pereira[2] y fue conocido como Águilas Pereira.

| Equipo                 | Entrenador              | Departamento                 | Ciudad           | Estadio                                    | Aforo       |
| ---------------------- | ----------------------- | ---------------------------- | ---------------- | ------------------------------------------ | ----------- |
| Alianza Petrolera      | Adolfo León Holguín     | Santander                    | Floridablanca    | Álvaro Gómez Hurtado                       | 12.000      |
| Águilas Pereira        | Oscar Hector Quintabani | Risaralda                    | Pereira          | Hernán Ramírez Villegas                    | 35.000      |
| Atlético Huila         | Pecoso Castro           | Huila                        | Neiva            | Guillermo Plazas Alcid                     | 27.000      |
| Atlético Nacional      | Juan Carlos Osorio      | Antioquia                    | Medellín         | Atanasio Girardot                          | 45.943      |
| Boyacá Chicó           | Eduardo Pimentel        | Boyacá                       | Tunja            | La Independencia                           | 20.000      |
| Deportes Tolima        | Alberto Gamero          | Tolima                       | Ibagué           | Manuel Murillo Toro                        | 31.000      |
| Deportivo Cali         | Héctor Cárdenas         | Valle del Cauca              | Cali             | Estadio Deportivo Cali                     | 52.000      |
| Deportivo Pasto        | Jorge Luis Bernal       | Nariño                       | Pasto            | Departamental Libertad                     | 22.380      |
| Envigado F. C.         | Juan Carlos Sánchez     | Antioquia                    | Envigado         | Polideportivo Sur                          | 14.000      |
| Fortaleza F. C.        | Hernán Pacheco          | Cundinamarca · Bogotá, D. C. | Zipaquirá Bogotá | Municipal Los Zipas Metropolitano de Techo | 5.000 7.800 |
| Independiente Medellín | Hernán Torres Oliveros  | Antioquia                    | Medellín         | Atanasio Girardot                          | 45.943      |
| Junior                 | Miguel Ángel López      | Atlántico                    | Barranquilla     | Metropolitano Roberto Meléndez             | 50.000      |
| La Equidad             | Néstor Otero            | Bogotá, D. C.                | Bogotá           | Metropolitano de Techo                     | 7.800       |
| Millonarios            | Juan Manuel Lillo       | Bogotá, D. C.                | Bogotá           | Nemesio Camacho El Campín                  | 36.343      |
| Once Caldas            | Flabio Torres           | Caldas                       | Manizales        | Palogrande                                 | 42.000      |
| Patriotas              | Julio Avelino Comesaña  | Boyacá                       | Tunja            | La Independencia                           | 20.000      |
| Santa Fe               | Gustavo Costas          | Bogotá, D. C.                | Bogotá           | Nemesio Camacho El Campín                  | 36.343      |
| Uniautónoma            | Calixto Chiquillo       | Atlántico                    | Barranquilla     | Metropolitano Roberto Meléndez             | 50.000      |

### Localización
| Bogotá, D. C. | 4 | Millonarios, Independiente Santa Fe, La Equidad y Fortaleza F. C. | \| Junior Uniautonoma Alianza Medellín Nacional Envigado Boyacá Chicó Patriotas Caldas Águilas Millonarios Santa Fe La Equidad Fortaleza Tolima Cali Huila Pasto \| |
| Antioquia | 3 | Atlético Nacional, Envigado F. C. y Independiente Medellín        | \| Junior Uniautonoma Alianza Medellín Nacional Envigado Boyacá Chicó Patriotas Caldas Águilas Millonarios Santa Fe La Equidad Fortaleza Tolima Cali Huila Pasto \| |
| Atlántico | 2 | Junior y Uniautónoma                                              | \| Junior Uniautonoma Alianza Medellín Nacional Envigado Boyacá Chicó Patriotas Caldas Águilas Millonarios Santa Fe La Equidad Fortaleza Tolima Cali Huila Pasto \| |
| Boyacá | 2 | Patriotas y Boyacá Chicó                                          | \| Junior Uniautonoma Alianza Medellín Nacional Envigado Boyacá Chicó Patriotas Caldas Águilas Millonarios Santa Fe La Equidad Fortaleza Tolima Cali Huila Pasto \| |
| Santander | 1 | Alianza Petrolera                                                 | \| Junior Uniautonoma Alianza Medellín Nacional Envigado Boyacá Chicó Patriotas Caldas Águilas Millonarios Santa Fe La Equidad Fortaleza Tolima Cali Huila Pasto \| |
| Valle del Cauca | 1 | Deportivo Cali                                                    | \| Junior Uniautonoma Alianza Medellín Nacional Envigado Boyacá Chicó Patriotas Caldas Águilas Millonarios Santa Fe La Equidad Fortaleza Tolima Cali Huila Pasto \| |
| Caldas | 1 | Once Caldas                                                       | \| Junior Uniautonoma Alianza Medellín Nacional Envigado Boyacá Chicó Patriotas Caldas Águilas Millonarios Santa Fe La Equidad Fortaleza Tolima Cali Huila Pasto \| |
| Huila | 1 | Atlético Huila                                                    | \| Junior Uniautonoma Alianza Medellín Nacional Envigado Boyacá Chicó Patriotas Caldas Águilas Millonarios Santa Fe La Equidad Fortaleza Tolima Cali Huila Pasto \| |
| Nariño | 1 | Deportivo Pasto                                                   | \| Junior Uniautonoma Alianza Medellín Nacional Envigado Boyacá Chicó Patriotas Caldas Águilas Millonarios Santa Fe La Equidad Fortaleza Tolima Cali Huila Pasto \| |
| Tolima | 1 | Deportes Tolima                                                   | \| Junior Uniautonoma Alianza Medellín Nacional Envigado Boyacá Chicó Patriotas Caldas Águilas Millonarios Santa Fe La Equidad Fortaleza Tolima Cali Huila Pasto \| |
| Risaralda | 1 | Águilas Pereira                                                   | \| Junior Uniautonoma Alianza Medellín Nacional Envigado Boyacá Chicó Patriotas Caldas Águilas Millonarios Santa Fe La Equidad Fortaleza Tolima Cali Huila Pasto \| |
| Junior Uniautonoma Alianza Medellín Nacional Envigado Boyacá Chicó Patriotas Caldas Águilas Millonarios Santa Fe La Equidad Fortaleza Tolima Cali Huila Pasto |   |                                                                   | |

## Todos contra todos

### Clasificación
| Pos. | Equipos                | PJ | PG | PE | PP | GF | GC | Dif. | Pts. |
| ---- | ---------------------- | -- | -- | -- | -- | -- | -- | ---- | ---- |
| 1.   | Independiente Santa Fe | 18 | 9  | 4  | 5  | 24 | 13 | 11   | 31   |
| 2.   | Independiente Medellín | 18 | 9  | 3  | 6  | 29 | 21 | 8    | 30   |
| 3.   | Atlético Nacional      | 18 | 8  | 5  | 5  | 26 | 12 | 14   | 29   |
| 4.   | Águilas Pereira        | 18 | 9  | 2  | 7  | 23 | 21 | 2    | 29   |
| 5.   | Once Caldas            | 18 | 7  | 7  | 4  | 24 | 17 | 7    | 28   |
| 6.   | Deportivo Cali         | 18 | 8  | 4  | 6  | 25 | 25 | 0    | 28   |
| 7.   | Deportes Tolima        | 18 | 7  | 7  | 4  | 23 | 25 | -2   | 28   |
| 8.   | Atlético Huila         | 18 | 7  | 6  | 5  | 25 | 18 | 7    | 27   |
| 9.   | Alianza Petrolera      | 18 | 7  | 6  | 5  | 17 | 16 | 1    | 27   |
| 10.  | Patriotas              | 18 | 7  | 5  | 6  | 19 | 24 | -5   | 26   |
| 11.  | Boyacá Chicó           | 18 | 5  | 7  | 6  | 23 | 22 | 1    | 22   |
| 12.  | Junior                 | 18 | 6  | 4  | 8  | 19 | 20 | -1   | 22   |
| 13.  | Fortaleza F. C.        | 18 | 5  | 6  | 7  | 17 | 21 | -4   | 21   |
| 14.  | Envigado F. C.         | 18 | 5  | 5  | 8  | 18 | 20 | -2   | 20   |
| 15.  | Millonarios            | 18 | 5  | 5  | 8  | 22 | 28 | -6   | 20   |
| 16.  | Uniautónoma            | 18 | 4  | 6  | 8  | 15 | 23 | -8   | 18   |
| 17.  | Deportivo Pasto        | 18 | 3  | 9  | 6  | 15 | 23 | -8   | 18   |
| 18.  | La Equidad             | 18 | 3  | 5  | 10 | 16 | 31 | -15  | 14   |

Fuente: Web oficial de Dimayor
|  |                                            |
|  | Clasificados a cuadrangulares semifinales. |
|  | Eliminados.                                |
|  | Disputó y ganó la serie de promoción.      |
|  | Descenso a la Primera B por promedio.      |

#### Evolución de la clasificación
| Equipo                 | Jornada | Jornada | Jornada | Jornada | Jornada | Jornada | Jornada | Jornada | Jornada | Jornada | Jornada | Jornada | Jornada | Jornada | Jornada | Jornada | Jornada | Jornada |
| Equipo                 | 1       | 2       | 3       | 4       | 5       | 6       | 7       | 8       | 9       | 10      | 11      | 12      | 13      | 14      | 15      | 16      | 17      | 18      |
| ---------------------- | ------- | ------- | ------- | ------- | ------- | ------- | ------- | ------- | ------- | ------- | ------- | ------- | ------- | ------- | ------- | ------- | ------- | ------- |
| Santa Fe               | 12      | 8       | 7       | 4       | 9       | 9       | 8       | 4       | 2       | 3       | 2       | 1       | 2       | 1       | 1       | 2       | 2       | 1       |
| Independiente Medellín | 4       | 5       | 11      | 14      | 8       | 7       | 2       | 2       | 4       | 2       | 1       | 2       | 3       | 2       | 3       | 1       | 1       | 2       |
| Atlético Nacional      | 13      | 11      | 12      | 8       | 10      | 11      | 11      | 11      | 9       | 5       | 6       | 6       | 5       | 6       | 6       | 5       | 6       | 3       |
| Águilas Doradas        | 7       | 7       | 6       | 3       | 2       | 6       | 4       | 8       | 10      | 11      | 8       | 10      | 8       | 8       | 8       | 8       | 7       | 4       |
| Once Caldas            | 6       | 1       | 1       | 1       | 3       | 4       | 6       | 3       | 1       | 4       | 3       | 3       | 1       | 3       | 2       | 3       | 3       | 5       |
| Deportivo Cali         | 15      | 10      | 8       | 9       | 4       | 3       | 1       | 1       | 3       | 1       | 4       | 4       | 4       | 5       | 5       | 4       | 4       | 6       |
| Deportes Tolima        | 2       | 4       | 2       | 2       | 1       | 1       | 3       | 9       | 8       | 10      | 12      | 9       | 11      | 11      | 10      | 10      | 9       | 7       |
| Atlético Huila         | 9       | 16      | 14      | 10      | 14      | 15      | 15      | 14      | 14      | 12      | 13      | 13      | 12      | 7       | 7       | 6       | 5       | 8       |
| Alianza Petrolera      | 8       | 14      | 13      | 15      | 12      | 12      | 10      | 7       | 11      | 6       | 9       | 8       | 6       | 4       | 4       | 7       | 10      | 9       |
| Patriotas              | 1       | 9       | 10      | 13      | 13      | 10      | 9       | 5       | 5       | 9       | 5       | 7       | 9       | 9       | 9       | 9       | 8       | 10      |
| Boyacá Chicó           | 5       | 3       | 4       | 6       | 6       | 2       | 5       | 6       | 6       | 7       | 10      | 11      | 14      | 12      | 12      | 11      | 15      | 11      |
| Junior                 | 10      | 6       | 5       | 11      | 11      | 13      | 13      | 13      | 12      | 13      | 11      | 12      | 10      | 13      | 13      | 13      | 11      | 12      |
| Fortaleza F. C.        | 16      | 17      | 15      | 13      | 15      | 14      | 16      | 16      | 16      | 16      | 16      | 16      | 16      | 16      | 14      | 15      | 13      | 13      |
| Envigado F. C.         | 14      | 13      | 9       | 5       | 5       | 5       | 7       | 10      | 7       | 8       | 7       | 5       | 7       | 10      | 11      | 12      | 12      | 14      |
| Millonarios            | 3       | 2       | 3       | 7       | 7       | 8       | 12      | 12      | 15      | 15      | 15      | 15      | 13      | 14      | 16      | 14      | 14      | 15      |
| Uniautónoma            | 17      | 18      | 18      | 18      | 17      | 17      | 17      | 17      | 17      | 18      | 17      | 17      | 17      | 17      | 17      | 17      | 17      | 16      |
| Deportivo Pasto        | 18      | 12      | 16      | 16      | 16      | 16      | 14      | 15      | 13      | 14      | 14      | 14      | 15      | 15      | 15      | 16      | 16      | 17      |
| La Equidad             | 11      | 15      | 17      | 17      | 18      | 18      | 18      | 18      | 18      | 17      | 18      | 18      | 18      | 18      | 18      | 18      | 18      | 18      |

### Resultados
| Patriotas              | 3: 0 | Deportivo Pasto   | La Independencia               | 18 de julio     | 19:45 | Win Sports |
| Deportivo Cali         | 0: 1 | Boyacá Chicó      | Deportivo Cali                 | 19 de julio     | 15:15 | Win Sports |
| Millonarios            | 2: 1 | Envigado F. C.    | Nemesio Camacho El Campín      | 19 de julio     | 17:30 | RCN        |
| Independiente Medellín | 1: 0 | Atlético Nacional | Atanasio Girardot              | 19 de julio     | 19:45 | Win Sports |
| Deportes Tolima        | 2: 0 | Uniautónoma       | Manuel Murillo Toro            | 20 de julio     | 15:15 | Win Sports |
| Fortaleza              | 0: 1 | Once Caldas       | Metropolitano de Techo         | 20 de julio     | 19:45 | Win Sports |
| Águilas Doradas        | 2: 1 | Santa Fe          | Hernán Ramírez Villegas        | 3 de septiembre | 18:00 | Win Sports |
| Junior                 | 4: 3 | Atlético Huila    | Metropolitano Roberto Meléndez | 3 de septiembre | 20:00 | Win Sports |
| Alianza Petrolera      | 3: 1 | La Equidad        | Álvaro Gómez Hurtado           | 4 de septiembre | 15:15 | Win Sports |

| Envigado F.C.     | 0: 0 | Deportes Tolima        | Polideportivo Sur              | 26 de julio | 15:15 | Win Sports         |
| Atlético Huila    | 1: 3 | Águilas Doradas        | Guillermo Plazas Alcid         | 26 de julio | 15:15 | Win Sports Alterno |
| Uniautónoma       | 2: 4 | Junior                 | Metropolitano Roberto Meléndez | 26 de julio | 17:30 | Win Sports         |
| La Equidad        | 0: 1 | Millonarios            | Metropolitano de Techo         | 26 de julio | 17:30 | RCN                |
| Deportivo Pasto   | 0: 0 | Independiente Medellín | Libertad                       | 26 de julio | 19:45 | Win Sports         |
| Once Caldas       | 2: 0 | Patriotas              | Palogrande                     | 27 de julio | 15:15 | Win Sports         |
| Boyacá Chicó      | 1: 0 | Alianza Petrolera      | La Independencia               | 27 de julio | 17:30 | Win Sports         |
| Santa Fe          | 2: 0 | Fortaleza              | Nemesio Camacho El Campín      | 27 de julio | 17:30 | RCN                |
| Atlético Nacional | 2: 2 | Deportivo Cali         | Atanasio Girardot              | 27 de julio | 19:30 | Win Sports         |

| Fortaleza              | 1: 1 | Atlético Huila    | Metropolitano de Techo         | 2 de agosto | 14:00 | Win Sports |
| Uniautónoma            | 0: 2 | Envigado F. C.    | Metropolitano Roberto Melendez | 2 de agosto | 16:00 | Win Sports |
| Patriotas              | 0: 0 | Santa Fe          | La Independencia               | 2 de agosto | 17:30 | RCN        |
| Águilas Doradas        | 0: 0 | Junior            | Hernán Ramírez Villegas        | 2 de agosto | 18:00 | Win Sports |
| Millonarios            | 1: 1 | Boyacá Chicó      | El Campín                      | 2 de agosto | 20:00 | Win Sports |
| Alianza Petrolera      | 1: 1 | Atlético Nacional | Álvaro Gómez Hurtado           | 3 de agosto | 15:15 | Win Sports |
| Deportivo Cali         | 2: 0 | Deportivo Pasto   | Pascual Guerrero               | 3 de agosto | 17:30 | Win Sports |
| Independiente Medellín | 1: 3 | Once Caldas       | Atanasio Girardot              | 3 de agosto | 17:30 | RCN        |
| Deportes Tolima        | 2: 1 | La Equidad        | Manuel Murillo Toro            | 3 de agosto | 19:30 | Win Sports |

| Deportivo Pasto   | 0: 0 | Alianza Petrolera      | Libertad                       | 9 de agosto  | 15:15 | Win Sports |
| Águilas Doradas   | 2: 0 | Uniautónoma            | Hernán Ramírez Villegas        | 9 de agosto  | 17:30 | Win Sports |
| Santa Fe          | 2: 1 | Independiente Medellín | El Campín                      | 9 de agosto  | 17:30 | RCN        |
| Atlético Huila    | 4: 1 | Patriotas              | Guillermo Plazas Alcid         | 9 de agosto  | 19:45 | Win Sports |
| La Equidad        | 0: 1 | Envigado F. C.         | Metropolitano de Techo         | 10 de agosto | 13:45 | Win Sports |
| Boyacá Chicó      | 0: 1 | Deportes Tolima        | La Independencia               | 10 de agosto | 15:45 | Win Sports |
| Junior            | 1: 3 | Fortaleza              | Metropolitano Roberto Melendez | 10 de agosto | 17:30 | RCN        |
| Atlético Nacional | 5: 0 | Millonarios            | Atanasio Girardot              | 10 de agosto | 17:45 | Win Sports |
| Once Caldas       | 3: 3 | Deportivo Cali         | Palogrande                     | 10 de agosto | 19:45 | Win Sports |

| Envigado F.C.          | 2: 2 | Boyacá Chicó      | Polideportivo Sur              | 16 de agosto | 14:00 | Win Sports |
| Fortaleza              | 0: 2 | Águilas Doradas   | Metropolitano de Techo         | 16 de agosto | 16:00 | Win Sports |
| Deportes Tolima        | 1: 1 | Atlético Nacional | Manuel Murillo Toro            | 16 de agosto | 17:30 | RCN        |
| Uniautónoma            | 3: 2 | La Equidad        | Metropolitano Roberto Melendez | 16 de agosto | 18:00 | Win Sports |
| Millonarios            | 1: 1 | Deportivo Pasto   | El Campín                      | 16 de agosto | 20:00 | Win Sports |
| Alianza Petrolera      | 1: 0 | Once Caldas       | Álvaro Gómez Hurtado           | 17 de agosto | 15:15 | Win Sports |
| Deportivo Cali         | 2: 0 | Santa Fe          | Pascual Guerrero               | 17 de agosto | 17:30 | RCN        |
| Patriotas              | 0: 0 | Junior            | La Independencia               | 17 de agosto | 17:30 | Win Sports |
| Independiente Medellín | 4: 1 | Atlético Huila    | Atanasio Girardot              | 17 de agosto | 19:30 | Win Sports |

| Fortaleza         | 1: 1 | Uniautónoma            | Metropolitano de Techo         | 23 de agosto | 15:15 | Win Sports |
| Águilas Doradas   | 2: 3 | Patriotas              | Hernán Ramírez Villegas        | 23 de agosto | 17:30 | Win Sports |
| Atlético Nacional | 0: 1 | Envigado F. C.         | Atanasio Girardot              | 23 de agosto | 17:30 | RCN        |
| Santa Fe          | 0: 0 | Alianza Petrolera      | El Campín                      | 23 de agosto | 19:45 | Win Sports |
| Boyacá Chicó      | 5: 1 | La Equidad             | La Independencia               | 24 de agosto | 13:45 | Win Sports |
| Junior            | 0: 1 | Independiente Medellín | Metropolitano Roberto Meléndez | 24 de agosto | 15:45 | Win Sports |
| Atlético Huila    | 0: 1 | Deportivo Cali         | Guillermo Plazas Alcid         | 24 de agosto | 17:30 | RCN        |
| Once Caldas       | 1: 1 | Millonarios            | Palogrande                     | 24 de agosto | 17:45 | Win Sports |
| Deportivo Pasto   | 2: 2 | Deportes Tolima        | Libertad                       | 24 de agosto | 19:45 | Win Sports |

| Alianza Petrolera      | 0: 0 | Atlético Huila    | Álvaro Gómez Hurtado           | 30 de agosto    | 15:15 | Win Sports |
| Uniautónoma            | 1: 1 | Boyacá Chicó      | Metropolitano Roberto Melendez | 30 de agosto    | 17:30 | Win Sports |
| Patriotas              | 1: 0 | Fortaleza         | La Independencia               | 30 de agosto    | 19:45 | Win Sports |
| Envigado F. C.         | 1: 2 | Deportivo Pasto   | Polideportivo Sur              | 31 de agosto    | 13:45 | Win Sports |
| Deportivo Cali         | 1: 0 | Junior            | Pascual Guerrero               | 31 de agosto    | 15:45 | Win Sports |
| Deportes Tolima        | 3: 3 | Once Caldas       | Manuel Murillo Toro            | 31 de agosto    | 17:30 | RCN        |
| Independiente Medellín | 3: 0 | Águilas Doradas   | Atanasio Girardot              | 31 de agosto    | 17:45 | Win Sports |
| Millonarios            | 0: 1 | Santa Fe          | El Campín                      | 31 de agosto    | 19:45 | Win Sports |
| La Equidad             | 0: 4 | Atlético Nacional | El Campín                      | 1 de septiembre | 20:00 | Win Sports |

| Fortaleza         | 2: 3 | Independiente Medellín | Metropolitano de Techo         | 6 de septiembre | 14:00 | Win Sports |
| Atlético Huila    | 1: 0 | Millonarios            | Guillermo Plazas Alcid         | 6 de septiembre | 16:00 | Win Sports |
| Santa Fe          | 5: 0 | Deportes Tolima        | El Campín                      | 6 de septiembre | 17:30 | RCN        |
| Patriotas         | 1: 0 | Uniautónoma            | La Independencia               | 6 de septiembre | 18:00 | Win Sports |
| Once Caldas       | 2: 1 | Envigado F. C.         | Palogrande                     | 6 de septiembre | 20:00 | Win Sports |
| Deportivo Pasto   | 0: 0 | La Equidad             | Libertad                       | 7 de septiembre | 15:15 | Win Sports |
| Junior            | 0: 1 | Alianza Petrolera      | Metropolitano Roberto Meléndez | 7 de septiembre | 17:30 | Win Sports |
| Atlético Nacional | 2: 2 | Boyacá Chicó           | Atanasio Girardot              | 7 de septiembre | 17:30 | RCN        |
| Águilas Doradas   | 0: 1 | Deportivo Cali         | Hernán Ramírez Villegas        | 7 de septiembre | 19:30 | Win Sports |

| Envigado F. C.    | 2: 0 | Águilas Doradas        | Polideportivo Sur              | 12 de septiembre | 19:45 | Win Sports |
| La Equidad        | 0: 0 | Fortaleza              | Metropolitano de Techo         | 13 de septiembre | 15:15 | Win Sports |
| Deportivo Pasto   | 2: 0 | Deportivo Cali         | Libertad                       | 13 de septiembre | 17:30 | Win Sports |
| Santa Fe          | 4: 1 | Millonarios            | El Campín                      | 13 de septiembre | 17:30 | RCN        |
| Atlético Nacional | 1: 0 | Independiente Medellín | Atanasio Girardot              | 13 de septiembre | 19:45 | Win Sports |
| Boyacá Chicó      | 1: 1 | Patriotas              | La Independencia               | 14 de septiembre | 16:00 | Win Sports |
| Once Caldas       | 3: 0 | Alianza Petrolera      | Palogrande                     | 14 de septiembre | 17:30 | RCN        |
| Atlético Huila    | 0: 0 | Deportes Tolima        | Guillermo Plazas Alcid         | 14 de septiembre | 18:00 | Win Sports |
| Junior            | 3: 1 | Uniautónoma            | Metropolitano Roberto Meléndez | 14 de septiembre | 20:00 | Win Sports |

| Boyacá Chicó           | 0: 0 | Deportivo Pasto   | La Independencia               | 20 de septiembre | 14:00 | Win Sports |
| Deportes Tolima        | 1: 5 | Atlético Huila    | Manuel Murillo Toro            | 20 de septiembre | 16:00 | Win Sports |
| La Equidad             | 2: 0 | Once Caldas       | Metropolitano de Techo         | 20 de septiembre | 17:30 | RCN        |
| Millonarios            | 0: 0 | Junior            | El Campín                      | 20 de septiembre | 18:00 | Win Sports |
| Independiente Medellín | 3: 1 | Patriotas         | Atanasio Girardot              | 20 de septiembre | 20:00 | Win Sports |
| Alianza Petrolera      | 1: 0 | Águilas Doradas   | Álvaro Gómez Hurtado           | 21 de septiembre | 15:15 | Win Sports |
| Uniautónoma            | 0: 3 | Atlético Nacional | Metropolitano Roberto Meléndez | 21 de septiembre | 17:30 | RCN        |
| Envigado F.C           | 2: 2 | Santa Fe          | Polideportivo Sur              | 21 de septiembre | 17:30 | Win Sports |
| Deportivo Cali         | 2: 0 | Fortaleza         | Pascual Guerrero               | 21 de septiembre | 19:30 | Win Sports |

| Fortaleza              | 2: 1 | Alianza Petrolera | Metropolitano de Techo         | 24 de septiembre | 14:00 | Sin TV             |
| Atlético Huila         | 1: 1 | Envigado F. C.    | Guillermo Plazas Alcid         | 24 de septiembre | 16:00 | Win Sports         |
| Junior                 | 1: 0 | Deportes Tolima   | Metropolitano Roberto Meléndez | 24 de septiembre | 18:00 | Win Sports         |
| Santa Fe               | 2: 0 | La Equidad        | El Campín                      | 24 de septiembre | 18:00 | Win Sports Alterno |
| Independiente Medellín | 1: 0 | Uniautónoma       | Atanasio Girardot              | 24 de septiembre | 20:00 | Win Sports Alterno |
| Águilas Pereira        | 4: 2 | Millonarios       | Hernán Ramírez Villegas        | 24 de septiembre | 20:00 | Win Sports         |
| Patriotas              | 1: 0 | Deportivo Cali    | La Independencia               | 25 de septiembre | 18:00 | Win Sports         |
| Once Caldas            | 4: 1 | Boyacá Chicó      | Palogrande                     | 25 de septiembre | 20:00 | Win Sports         |
| Deportivo Pasto        | 2: 1 | Atlético Nacional | Libertad                       | 15 de octubre    | 19:45 | Win Sports         |

| La Equidad        | 1: 1 | Atlético Huila         | Metropolitano de Techo         | 27 de septiembre | 14:00 | Win Sports |
| Uniautónoma       | 1: 1 | Deportivo Pasto        | Metropolitano Roberto Meléndez | 27 de septiembre | 16:00 | Win Sports |
| Envigado F. C.    | 1: 0 | Junior                 | Polideportivo Sur              | 27 de septiembre | 17:30 | RCN        |
| Deportes Tolima   | 2: 0 | Águilas Pereira        | Manuel Murillo Toro            | 27 de septiembre | 18:00 | Win Sports |
| Millonarios       | 4: 0 | Fortaleza              | El Campín                      | 27 de septiembre | 20:00 | Win Sports |
| Alianza Petrolera | 1: 1 | Patriotas              | Álvaro Gómez Hurtado           | 28 de septiembre | 15:15 | Win Sports |
| Atlético Nacional | 0: 0 | Once Caldas            | Atanasio Girardot              | 28 de septiembre | 17:30 | RCN        |
| Boyacá Chicó      | 1: 2 | Santa Fe               | La Independencia               | 28 de septiembre | 17:30 | Win Sports |
| Deportivo Cali    | 1: 1 | Independiente Medellín | Pascual Guerrero               | 28 de septiembre | 19:30 | Win Sports |

| Atlético Huila         | 2: 0 | Boyacá Chicó      | Guillermo Plazas Alcid         | 3 de octubre | 19:45 | Win Sports |
| Águilas Pereira        | 1: 0 | Envigado F. C.    | Hernán Ramírez Villegas        | 4 de octubre | 15:15 | Win Sports |
| Independiente Medellín | 1: 2 | Alianza Petrolera | Atanasio Girardot              | 4 de octubre | 17:30 | Win Sports |
| Once Caldas            | 1: 0 | Deportivo Pasto   | Palogrande                     | 4 de octubre | 17:30 | RCN        |
| Patriotas              | 0: 3 | Millonarios       | La Independencia               | 4 de octubre | 19:45 | Win Sports |
| Junior                 | 1: 0 | La Equidad        | Metropolitano Roberto Meléndez | 5 de octubre | 15:15 | Win Sports |
| Deportivo Cali         | 0: 4 | Uniautónoma       | Pascual Guerrero               | 5 de octubre | 17:30 | RCN        |
| Santa Fe               | 0: 1 | Atlético Nacional | El Campín                      | 5 de octubre | 17:30 | Win Sports |
| Fortaleza              | 1: 1 | Deportes Tolima   | Metropolitano de Techo         | 5 de octubre | 19:30 | Win Sports |

| La Equidad        | 0: 0 | Águilas Pereira        | Metropolitano de Techo         | 10 de octubre | 19:45 | Win Sports |
| Alianza Petrolera | 3: 1 | Deportivo Cali         | Álvaro Gómez Hurtado           | 11 de octubre | 15:15 | Win Sports |
| Deportivo Pasto   | 1: 2 | Santa Fe               | Libertad                       | 11 de octubre | 17:30 | RCN        |
| Millonarios       | 1: 4 | Independiente Medellín | El Campín                      | 11 de octubre | 17:30 | Win Sports |
| Uniautónoma       | 0: 0 | Once Caldas            | Metropolitano Roberto Meléndez | 11 de octubre | 19:45 | Win Sports |
| Envigado F. C.    | 0: 2 | Fortaleza              | Polideportivo Sur              | 12 de octubre | 15:15 | Win Sports |
| Boyacá Chicó      | 2: 0 | Junior                 | La Independencia               | 12 de octubre | 17:30 | Win Sports |
| Deportes Tolima   | 1: 1 | Patriotas              | Manuel Murillo Toro            | 12 de octubre | 17:30 | RCN        |
| Atlético Nacional | 0: 1 | Atlético Huila         | Atanasio Girardot              | 12 de octubre | 19:30 | Win Sports |

| Fortaleza              | 3: 0 | La Equidad        | Metropolitano de Techo         | 17 de octubre | 19:45 | Win Sports |
| Alianza Petrolera      | 0: 0 | Uniautónoma       | Álvaro Gómez Hurtado           | 18 de octubre | 15:15 | Win Sports |
| Independiente Medellín | 2: 3 | Deportes Tolima   | Atanasio Girardot              | 18 de octubre | 17:30 | Win Sports |
| Santa Fe               | 0: 0 | Once Caldas       | El Campín                      | 18 de octubre | 17:30 | RCN        |
| Patriotas              | 2: 1 | Envigado F. C.    | La Independencia               | 18 de octubre | 19:45 | Win Sports |
| Águilas Pereira        | 3: 2 | Boyacá Chicó      | Hernán Ramírez Villegas        | 19 de octubre | 15:15 | Win Sports |
| Deportivo Cali         | 4: 3 | Millonarios       | Pascual Guerrero               | 19 de octubre | 17:30 | RCN        |
| Junior                 | 0: 1 | Atlético Nacional | Metropolitano Roberto Meléndez | 19 de octubre | 17:30 | Win Sports |
| Atlético Huila         | 3: 0 | Deportivo Pasto   | Guillermo Plazas Alcid         | 19 de octubre | 19:30 | Win Sports |

| Boyacá Chicó      | 0: 0 | Fortaleza              | La Independencia               | 24 de octubre | 19:00 | Win Sports |
| La Equidad        | 4: 2 | Patriotas              | Metropolitano de Techo         | 25 de octubre | 15:15 | Win Sports |
| Uniautónoma       | 1: 0 | Santa Fe               | Metropolitano Roberto Meléndez | 25 de octubre | 17:30 | Win Sports |
| Atlético Nacional | 2: 0 | Águilas Pereira        | Atanasio Girardot              | 25 de octubre | 17:30 | RCN        |
| Millonarios       | 2: 0 | Alianza Petrolera      | El Campín                      | 25 de octubre | 19:45 | Win Sports |
| Deportivo Pasto   | 3: 3 | Junior                 | Libertad                       | 26 de octubre | 15:15 | Win Sports |
| Once Caldas       | 0: 0 | Atlético Huila         | Palogrande                     | 26 de octubre | 17:30 | RCN        |
| Envigado F. C.    | 0: 1 | Independiente Medellín | Polideportivo Sur              | 26 de octubre | 17:30 | Win Sports |
| Deportes Tolima   | 2: 3 | Deportivo Cali         | Manuel Murillo Toro            | 26 de octubre | 19:30 | Win Sports |

| Águilas Pereira        | 2: 0  | Deportivo Pasto   | Hernán Ramírez Villegas        | 1 de noviembre | 15:15 | Win Sports |
| Deportivo Cali         | 0 : 0 | Envigado F. C.    | Pascual Guerrero               | 1 de noviembre | 17:30 | RCN        |
| Independiente Medellín | 1: 1  | La Equidad        | Atanasio Girardot              | 1 de noviembre | 17:30 | Win Sports |
| Fortaleza              | 1: 0  | Atlético Nacional | El Campín                      | 1 de noviembre | 19:45 | Win Sports |
| Patriotas              | 1: 0  | Boyacá Chicó      | La Independencia               | 2 de noviembre | 13:00 | Win Sports |
| Alianza Petrolera      | 0: 1  | Deportes Tolima   | Álvaro Gómez Hurtado           | 2 de noviembre | 15:15 | Win Sports |
| Millonarios            | 0: 0  | Uniautónoma       | El Campín                      | 2 de noviembre | 17:30 | Win Sports |
| Atlético Huila         | 1: 0  | Santa Fe          | Guillermo Plazas Alcid         | 2 de noviembre | 17:30 | RCN        |
| Junior                 | 2: 0  | Once Caldas       | Metropolitano Roberto Meléndez | 2 de noviembre | 19:30 | Win Sports |

| Uniautónoma       | 1: 0 | Atlético Huila         | Metropolitano Roberto Meléndez | 9 de noviembre | 17:30 | Sin TV             |
| Santa Fe          | 1: 0 | Junior                 | El Campín                      | 9 de noviembre | 17:30 | Win Sports         |
| Once Caldas       | 1: 2 | Águilas Pereira        | Palogrande                     | 9 de noviembre | 17:30 | Win Sports Alterno |
| Deportivo Pasto   | 1: 1 | Fortaleza              | Libertad                       | 9 de noviembre | 17:30 | Sin TV             |
| La Equidad        | 3: 2 | Deportivo Cali         | Metropolitano de Techo         | 9 de noviembre | 17:30 | Sin TV             |
| Boyacá Chicó      | 3: 1 | Independiente Medellín | La Independencia               | 9 de noviembre | 17:30 | Sin TV             |
| Envigado F. C.    | 2: 3 | Alianza Petrolera      | Polideportivo Sur              | 9 de noviembre | 17:30 | Sin TV             |
| Deportes Tolima   | 1: 0 | Millonarios            | Manuel Murillo Toro            | 9 de noviembre | 17:30 | Sin TV             |
| Atlético Nacional | 2: 0 | Patriotas              | Atanasio Girardot              | 9 de noviembre | 17:30 | RCN                |

## Cuadrangulares semifinales
- La hora de cada encuentro corresponde al huso horario que rige a Colombia (UTC-5)

La segunda fase del Torneo Finalización 2014 consistirá en los cuadrangulares semifinales. Estos los disputarán los ocho mejores equipos del torneo distribuidos en dos grupos de cuatro equipos. Los dos primeros de la fase todos contra todos, son cabeza de los grupos A y B, respectivamente, mientras que los seis restantes entrarán en sorteo entre sí según su posición para integrar los dos grupos. Los ganadores de cada grupo de los cuadrangulares se enfrentarán en la gran final para definir al campeón. En caso de empate la posición se le asignará al equipo que haya terminado mejor ubicado en la tabla de la fase todos contra todos.
|  |                                                  |
|  | Clasificados a la final del Torneo Finalización. |
|  | Eliminados.                                      |

### Grupo A
| Pos. | Pt. | Equipos                | PJ | PG | PE | PP | GF | GC | Dif. | Pts. |
| ---- | --- | ---------------------- | -- | -- | -- | -- | -- | -- | ---- | ---- |
| 1.   | 1.  | Independiente Santa Fe | 6  | 3  | 2  | 1  | 8  | 6  | 2    | 11   |
| 2.   | 8.  | Atlético Huila         | 6  | 3  | 2  | 1  | 8  | 6  | 2    | 11   |
| 3.   | 3.  | Atlético Nacional      | 6  | 2  | 0  | 4  | 4  | 6  | -2   | 6    |
| 4.   | 5.  | Once Caldas            | 6  | 2  | 0  | 4  | 4  | 6  | -2   | 6    |

| Equipo / Jornada  | 1 | 2 | 3 | 4 | 5 | 6 |
| ----------------- | - | - | - | - | - | - |
| Santa Fe          | 1 | 1 | 1 | 1 | 1 | 1 |
| Atlético Huila    | 3 | 3 | 2 | 3 | 2 | 2 |
| Atlético Nacional | 2 | 2 | 3 | 2 | 3 | 3 |
| Once Caldas       | 4 | 4 | 4 | 4 | 4 | 4 |

- Nota: Si hay empate en puntos, se desempata según la posición de los equipos en la fase de todos contra todos.
- Última actualización: 14 de diciembre de 2014.
- Fuente: Web oficial de Dimayor

| Primera | Santa Fe          | 3 : 2 | Atlético Nacional | El Campín              | 16 de noviembre | 17:30 | RCN        |
| Primera | Atlético Huila    | 2 : 1 | Once Caldas       | Guillermo Plazas Alcid | 16 de noviembre | 19:45 | Win Sports |
| Segunda | Atlético Nacional | 1 : 0 | Atlético Huila    | Atanasio Girardot      | 13 de noviembre | 19:45 | Win Sports |
| Segunda | Once Caldas       | 0 : 1 | Santa Fe          | Palogrande             | 19 de noviembre | 18:00 | RCN        |
| Tercera | Once Caldas       | 1 : 0 | Atlético Nacional | Palogrande             | 22 de noviembre | 17:00 | RCN        |
| Tercera | Atlético Huila    | 3 : 3 | Santa Fe          | Guillermo Plazas Alcid | 22 de noviembre | 19:00 | Win Sports |
| Cuarta  | Santa Fe          | 0 : 0 | Atlético Huila    | El Campín              | 29 de noviembre | 17:30 | RCN        |
| Cuarta  | Atlético Nacional | 1 : 0 | Once Caldas       | Atanasio Girardot      | 30 de noviembre | 19:00 | Win Sports |
| Quinta  | Santa Fe          | 0 : 1 | Once Caldas       | El Campín              | 6 de diciembre  | 18:00 | Win Sports |
| Quinta  | Atlético Huila    | 1 : 0 | Atlético Nacional | Guillermo Plazas Alcid | 6 de diciembre  | 18:00 | RCN        |
| Sexta   | Atlético Nacional | 0 : 1 | Santa Fe          | Atanasio Girardot      | 14 de diciembre | 18:15 | Win Sports |
| Sexta   | Once Caldas       | 1 : 2 | Atlético Huila    | Palogrande             | 14 de diciembre | 18:15 | RCN        |

### Grupo B
| Pos. | Pt. | Equipos                | PJ | PG | PE | PP | GF | GC | Dif. | Pts. |
| ---- | --- | ---------------------- | -- | -- | -- | -- | -- | -- | ---- | ---- |
| 1.   | 2.  | Independiente Medellín | 6  | 3  | 2  | 1  | 11 | 9  | 2    | 11   |
| 2.   | 6.  | Deportivo Cali         | 6  | 2  | 2  | 2  | 12 | 13 | -1   | 8    |
| 3.   | 4.  | Águilas Pereira        | 6  | 1  | 4  | 1  | 11 | 11 | 0    | 7    |
| 4.   | 7.  | Deportes Tolima        | 6  | 1  | 2  | 3  | 10 | 11 | -1   | 5    |

| Equipo / Jornada       | 1 | 2 | 3 | 4 | 5 | 6 |
| ---------------------- | - | - | - | - | - | - |
| Independiente Medellín | 1 | 1 | 1 | 1 | 1 | 1 |
| Deportivo Cali         | 4 | 3 | 2 | 2 | 2 | 2 |
| Águilas Pereira        | 2 | 2 | 3 | 4 | 4 | 3 |
| Deportes Tolima        | 3 | 4 | 4 | 3 | 3 | 4 |

- Nota: Si hay empate en puntos, se desempata según la posición de los equipos en la fase de todos contra todos.
- Última actualización: 14 de diciembre de 2014.
- Fuente: Web oficial de Dimayor

| Primera | Independiente Medellín | 3 : 2 | Deportivo Cali         | Atanasio Girardot         | 15 de noviembre | 19:45 | Win Sports |
| Primera | Águilas Pereira        | 2 : 2 | Deportes Tolima        | Hernán Ramírez Villegas   | 16 de noviembre | 15:15 | RCN        |
| Segunda | Deportivo Cali         | 2 : 2 | Águilas Pereira        | Olímpico Pascual Guerrero | 20 de noviembre | 18:00 | Win Sports |
| Segunda | Deportes Tolima        | 1 : 2 | Independiente Medellín | Manuel Murillo Toro       | 20 de noviembre | 20:00 | Win Sports |
| Tercera | Deportivo Cali         | 2 : 1 | Deportes Tolima        | Olímpico Pascual Guerrero | 23 de noviembre | 17:00 | RCN        |
| Tercera | Independiente Medellín | 2 : 1 | Águilas Pereira        | Atanasio Girardot         | 23 de noviembre | 19:00 | Win Sports |
| Cuarta  | Deportes Tolima        | 4 : 2 | Deportivo Cali         | Manuel Murillo Toro       | 29 de noviembre | 19:45 | Win Sports |
| Cuarta  | Águilas Pereira        | 2 : 2 | Independiente Medellín | Hernán Ramírez Villegas   | 30 de noviembre | 17:00 | RCN        |
| Quinta  | Águilas Pereira        | 2 : 2 | Deportivo Cali         | Hernán Ramírez Villegas   | 7 de diciembre  | 15:00 | Win Sports |
| Quinta  | Independiente Medellín | 1 : 1 | Deportes Tolima        | Atanasio Girardot         | 7 de diciembre  | 17:00 | RCN        |
| Sexta   | Deportes Tolima        | 1 : 2 | Águilas Pereira        | Manuel Murillo Toro       | 13 de diciembre | 15:15 | Win Sports |
| Sexta   | Deportivo Cali         | 2 : 1 | Independiente Medellín | Olímpico Pascual Guerrero | 13 de diciembre | 17:30 | RCN        |

## Final
- La hora de cada encuentro corresponde al huso horario que rige a Colombia (UTC-5)

La serie final fue jugada por los clubes que ocupen la primera posición en ambos grupos semifinales en doble partido de ida y vuelta. El equipo visitante en el partido de ida el club de mejor posición en la tabla de reclasificación del Torneo Finalización 2014, para lo cual se sumarán los resultados obtenidos por los clubes en la fase de todos contra todos y los cuadrangulares semifinales.
| 17 de diciembre de 2014, 19:30 | Independiente Medellín | 1:2 (1:0) | Santa Fe                               | Estadio Atanasio Girardot, Medellín                        |                                                            |
|                                | Germán Cano 37'        | Reporte   | Francisco Meza 65' · Wilson Morelo 68' | Asistencia: 44.739 espectadores Árbitro(s): Ulises Arrieta | Asistencia: 44.739 espectadores Árbitro(s): Ulises Arrieta |

| 21 de diciembre de 2014, 18:00 | Santa Fe          | 1:1 (0:0) | Independiente Medellín | Estadio El Campín, Bogotá                                |                                                          |
|                                | Luis C. Arias 46' | Reporte   | Andrés Mosquera 89'    | Asistencia: 40.000 espectadores Árbitro(s): Luis Sánchez | Asistencia: 40.000 espectadores Árbitro(s): Luis Sánchez |

|                                           |
| Bandera de Colombia                       |
| Campeón Independiente Santa Fe 8.º título |

## Estadísticas

### Goleadores
| Jugador               | Equipos                | Goles | PJ | Media |  |
| --------------------- | ---------------------- | ----- | -- | ----- |  |
| Germán Cano           | Independiente Medellín | 16    | 24 | 0.66  |  |
| Juan Fernando Caicedo | Atlético Huila         | 14    | 21 | 0.66  |  |
| Fernando Uribe        | Millonarios            | 10    | 14 | 0.78  |  |
| Wilson Morelo         | Independiente Santa Fe | 10    | 23 | 0.39  |  |
| Hernán Hechalar       | Atlético Huila         | 9     | 21 | 0.42  |  |
| Johan Arango          | Once Caldas            | 9     | 21 | 0.42  |  |
| Jorge Aguirre         | Junior                 | 8     | 18 | 0.44  |  |
| Yimmi Chará           | Deportes Tolima        | 8     | 20 | 0.40  |  |
| Carlos Rivas          | Deportivo Cali         | 8     | 19 | 0.42  |  |
| Édinson Palomino      | Águilas Doradas        | 8     | 22 | 0.36  |  |
|                       |                        |       |    |       |  |

Fuente: Goleadores Torneo Finalización 2014

### Tripletes o más
| 20 de septiembre-2014 | Juan Fernando Caicedo | 34' · 38' · 79'       | Deportes Tolima | 1:5 | Atlético Huila         |
| 27 de septiembre-2014 | Fernando Uribe        | 43' · 51' · 53' · 66' | Millonarios     | 4:0 | Fortaleza F. C.        |
| 11 de octubre-2014    | Germán Cano           | 41' · 68' · 86'       | Millonarios     | 1:4 | Independiente Medellín |
| 25 de octubre-2014    | Miguel Ángel Murillo  | 14' · 15' · 79'       | Deportivo Cali  | 4:3 | Millonarios            |
| 25 de octubre-2014    | Leonardo Villagra     | 47' · 56' · 61'       | La Equidad      | 4:2 | Patriotas              |

## Clasificación a torneos internacionales
| Clasificado como | Copa Libertadores 2015 | Copa Sudamericana 2015 |
| ---------------- | ---------------------- | ---------------------- |
| Colombia 1       | Atlético Nacional      | Deportes Tolima        |
| Colombia 2       | Santa Fe               | Santa Fe               |
| Colombia 3       | Once Caldas            | Águilas Doradas        |
| Colombia 4       | -                      | Junior                 |

## Cambios de categoría al final de temporada
| Ascenso | Jaguares Cúcuta Deportivo Cortuluá |

| Descenso | Fortaleza F. C. |